# مسجد شاه (باکو)
مسجد شاه (ترکی آذربایجانی: Şah məscidi) یا مسجد خان یکی از آثار موجود در مجتمع کاخ شروان‌شاهان می‌باشد، که در قرابت آرامگاه شروان‌شاهان و حمام کاخ قرار گرفته‌است. این مکان در سال ۱۹۸۲ در میراث جهانی یونسکو به ثبت رسید.
این مسجد در قرن ۱۵ در مجموعه کاخ شروان‌شاهان در باکو گنجانده شده‌بوده‌است.

## نگارخانه

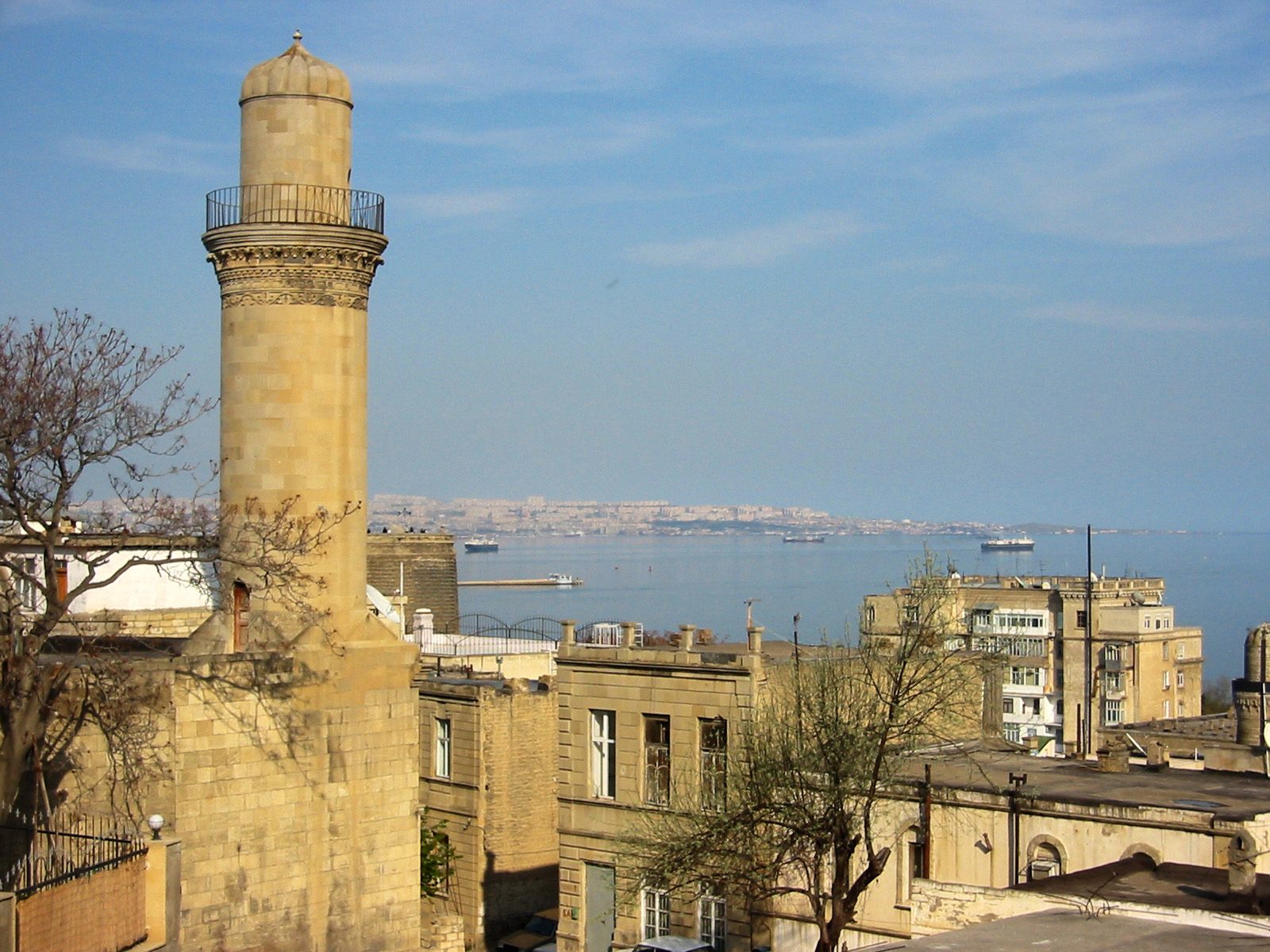
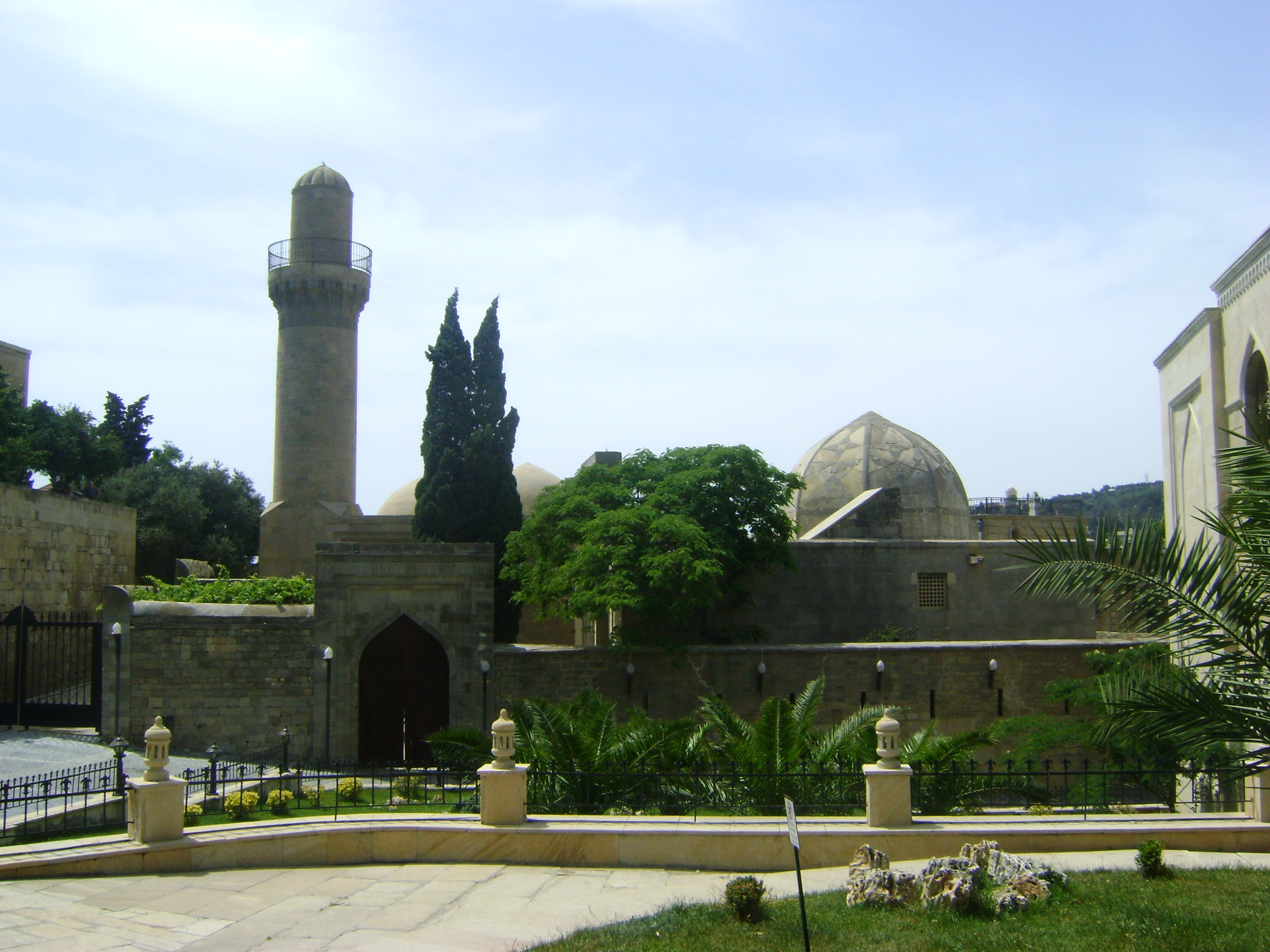
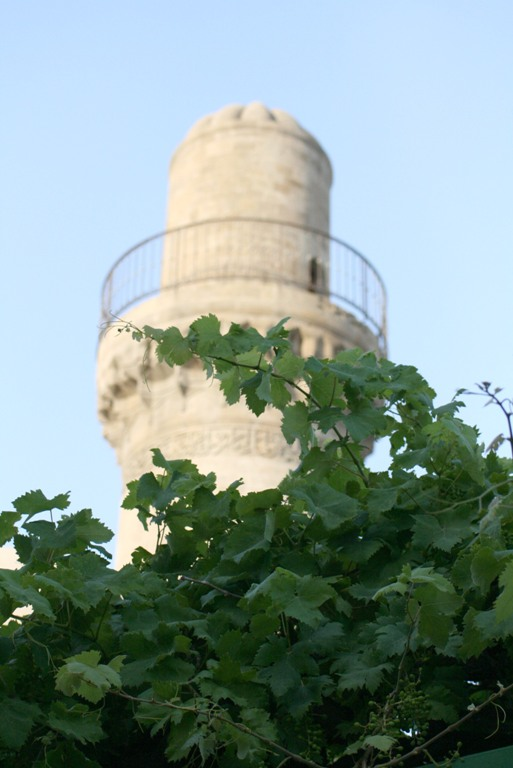
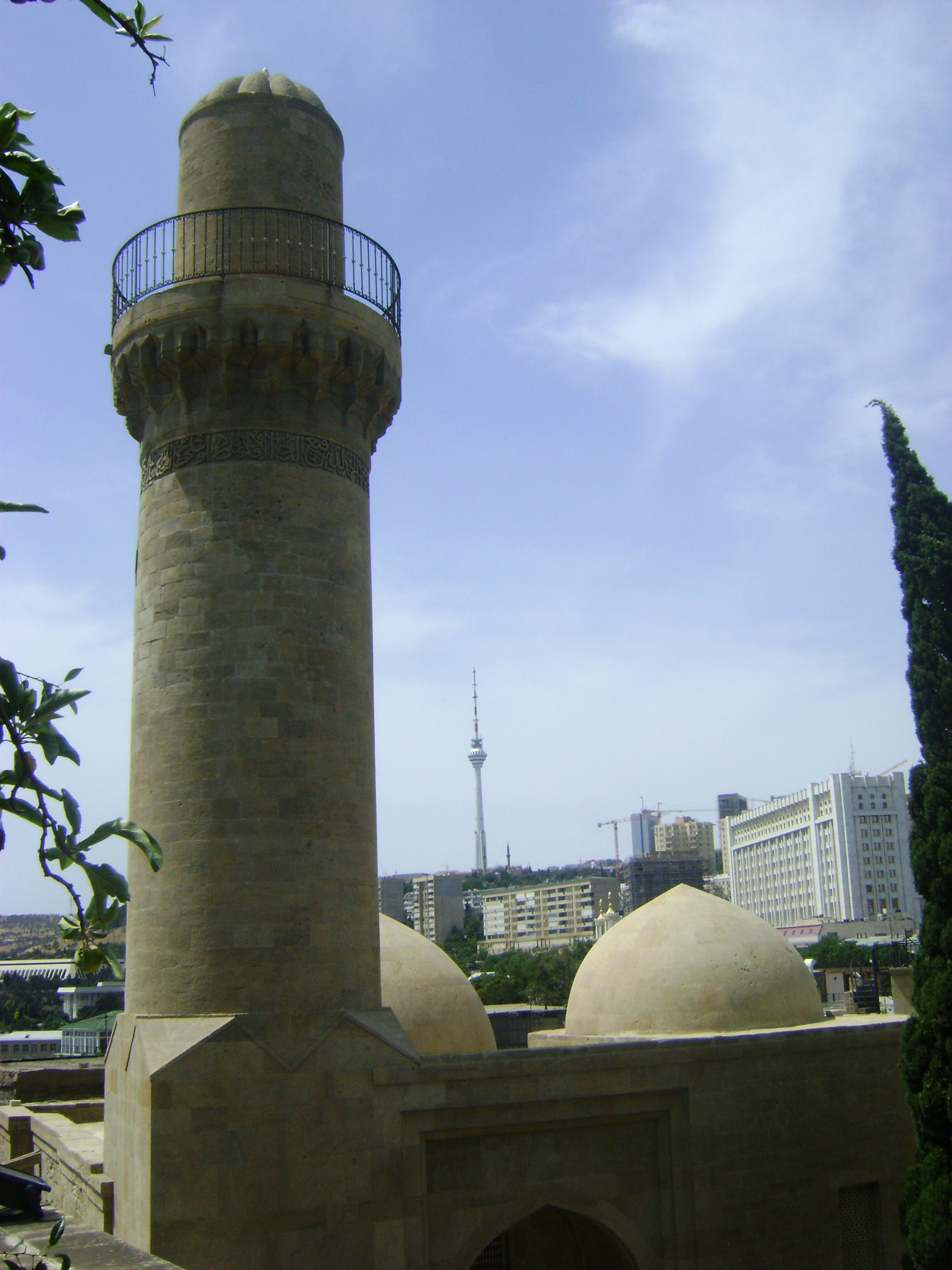
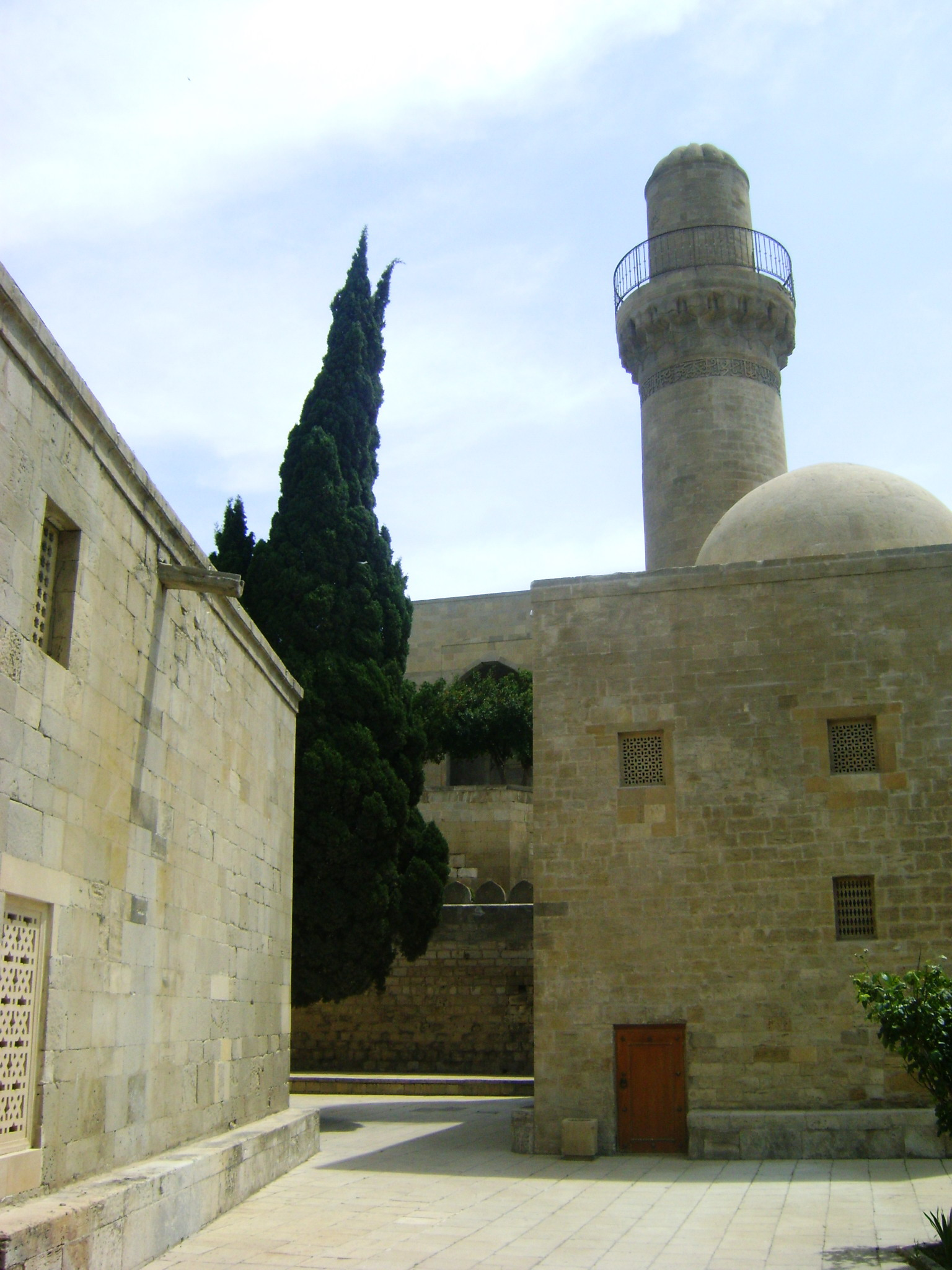
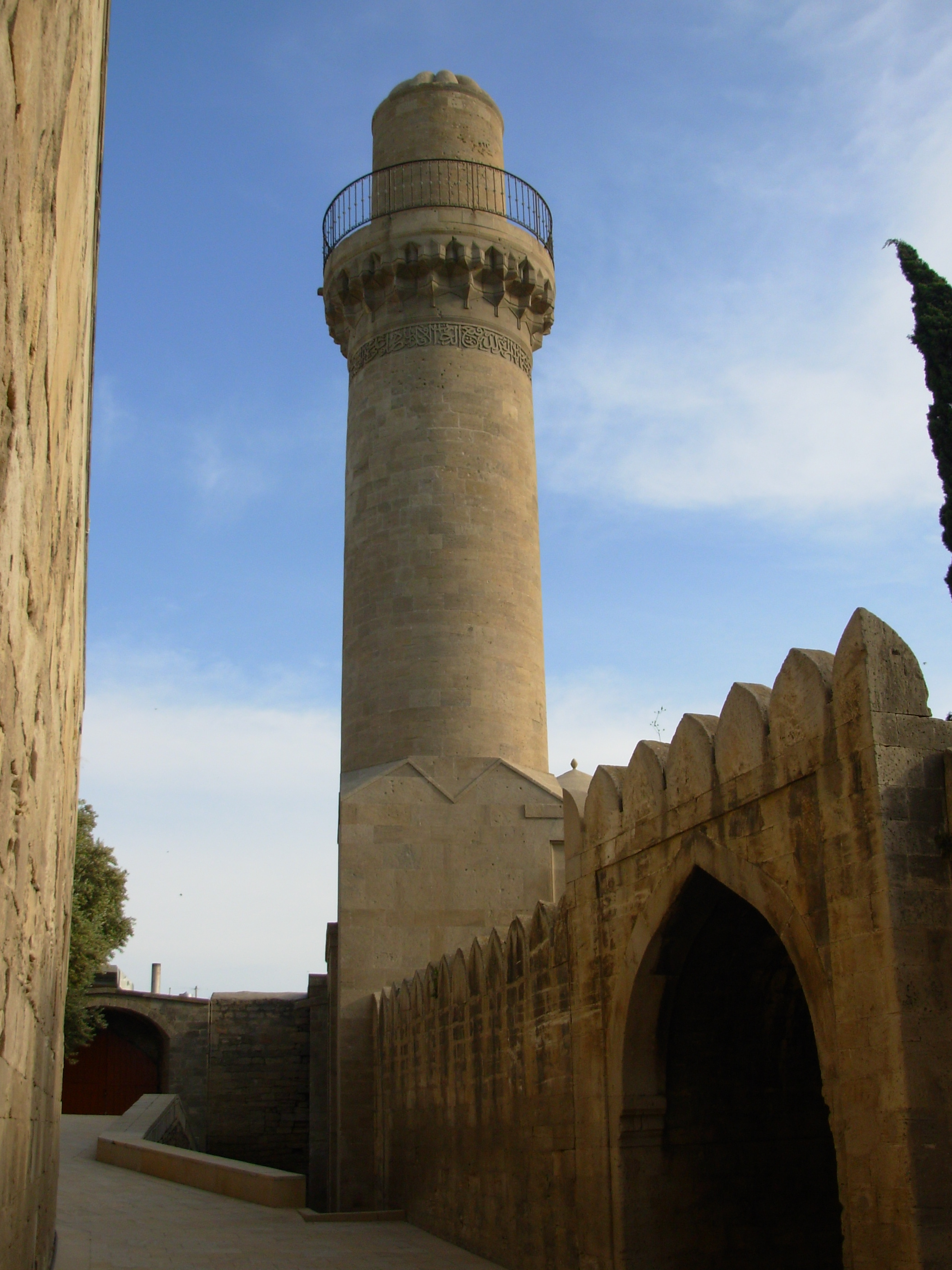
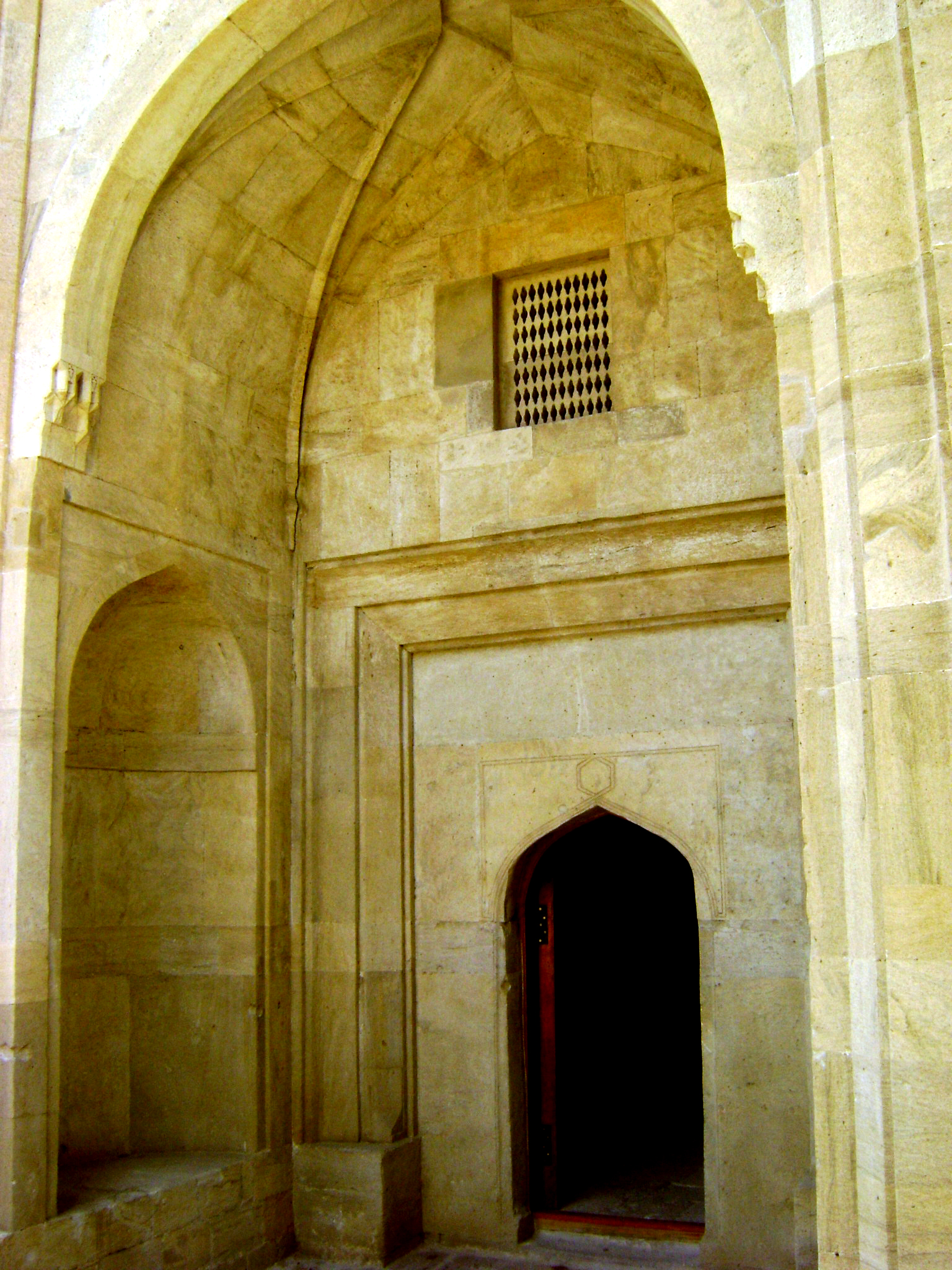
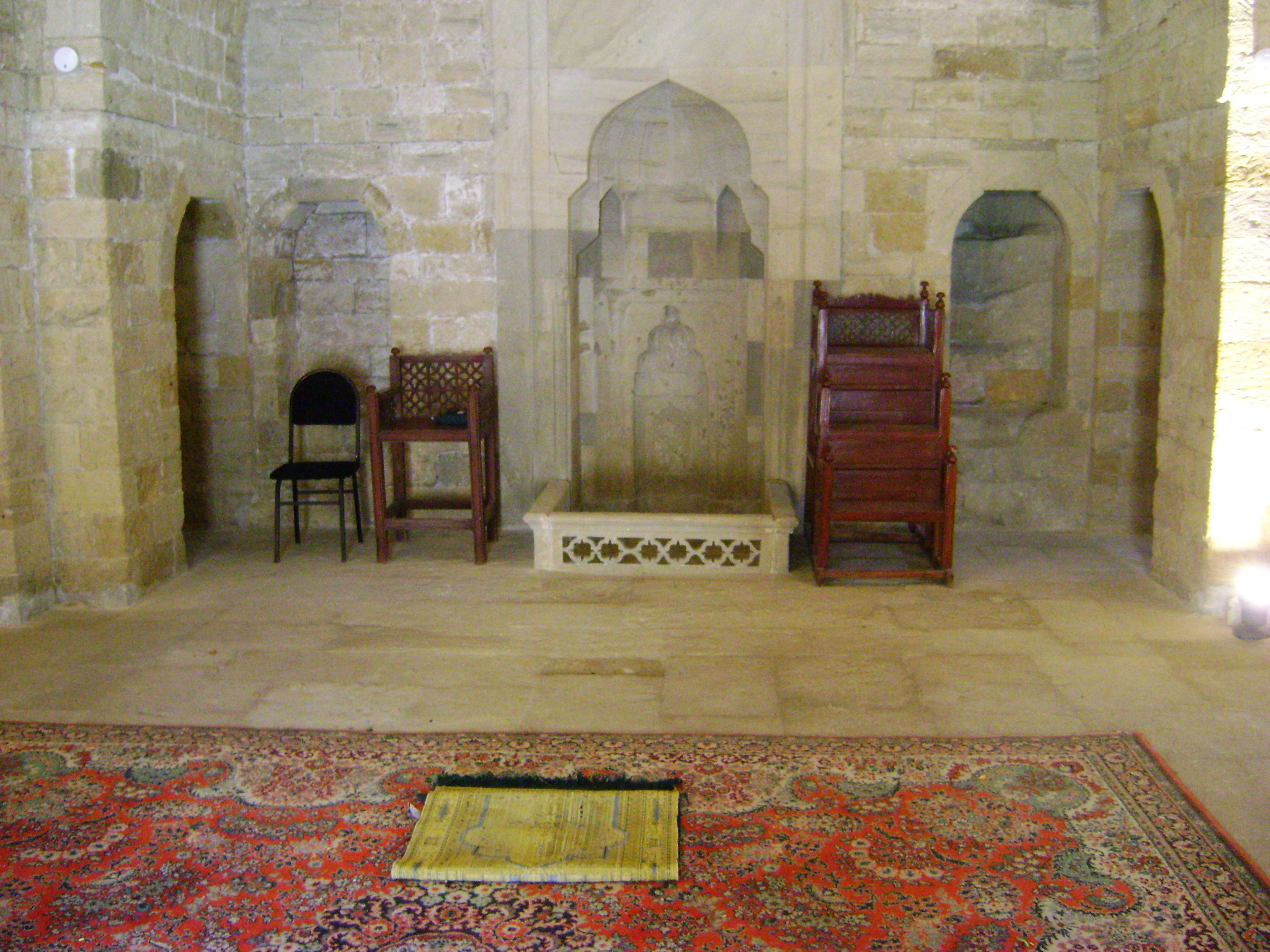
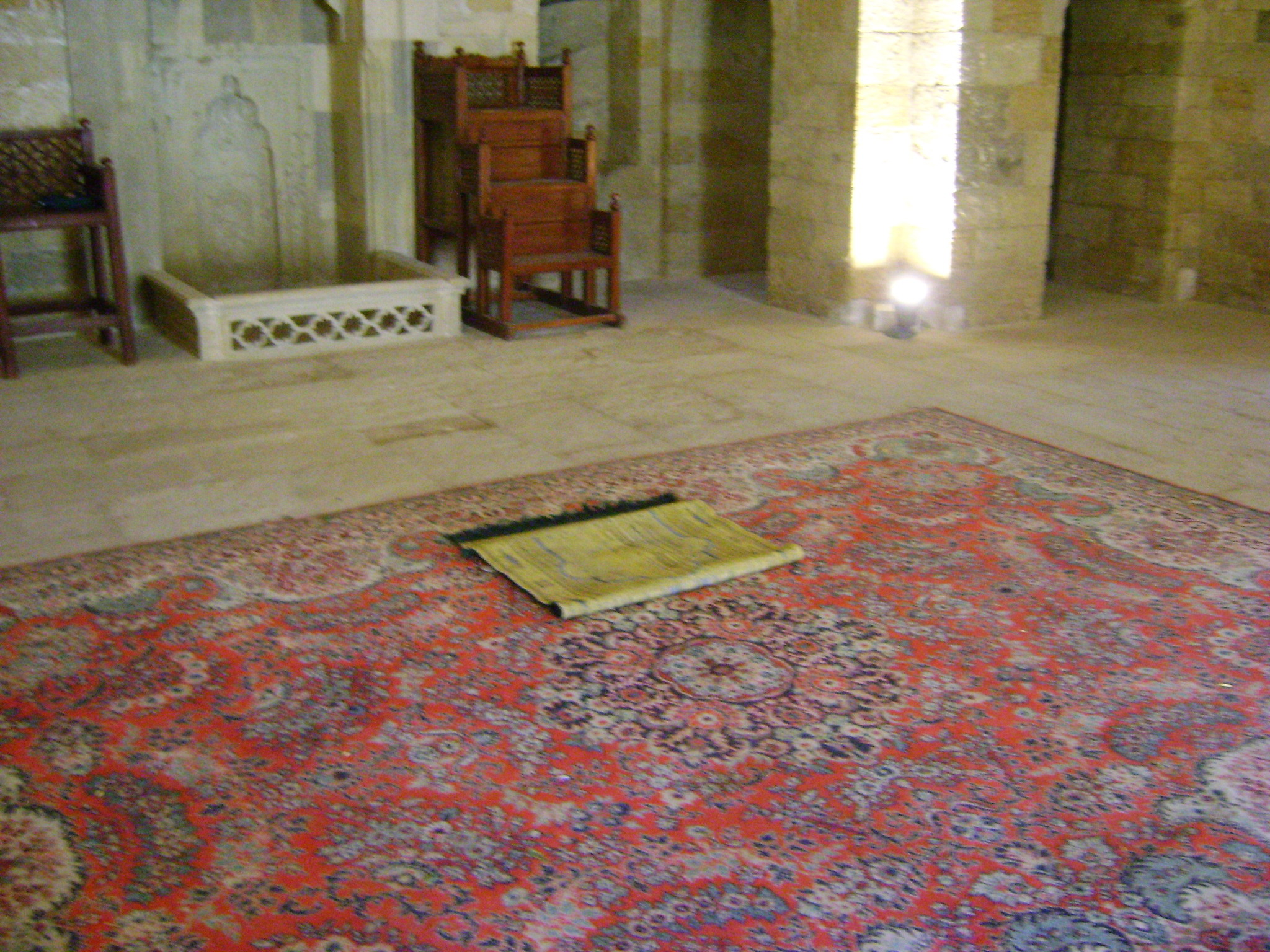
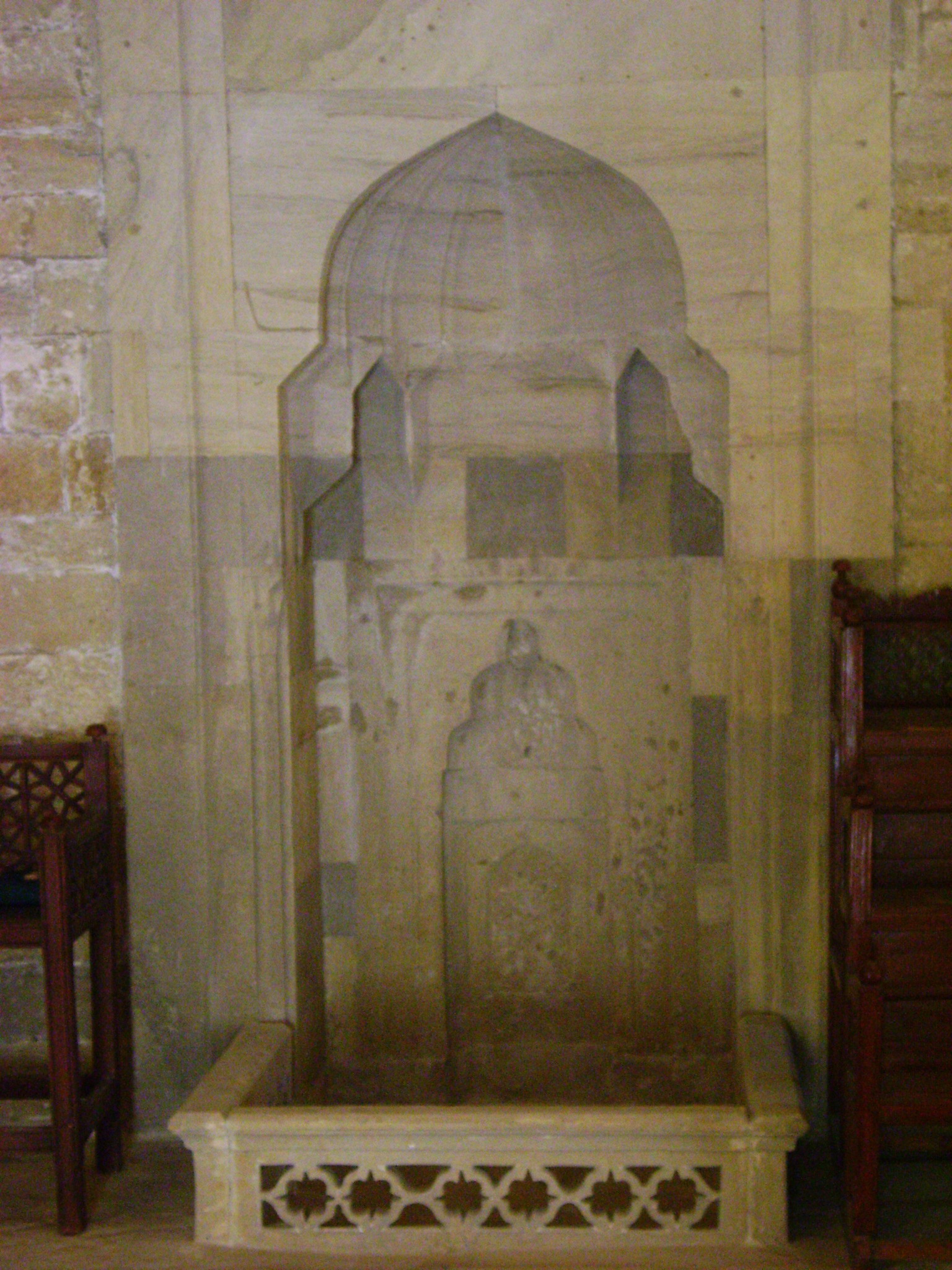
محراب
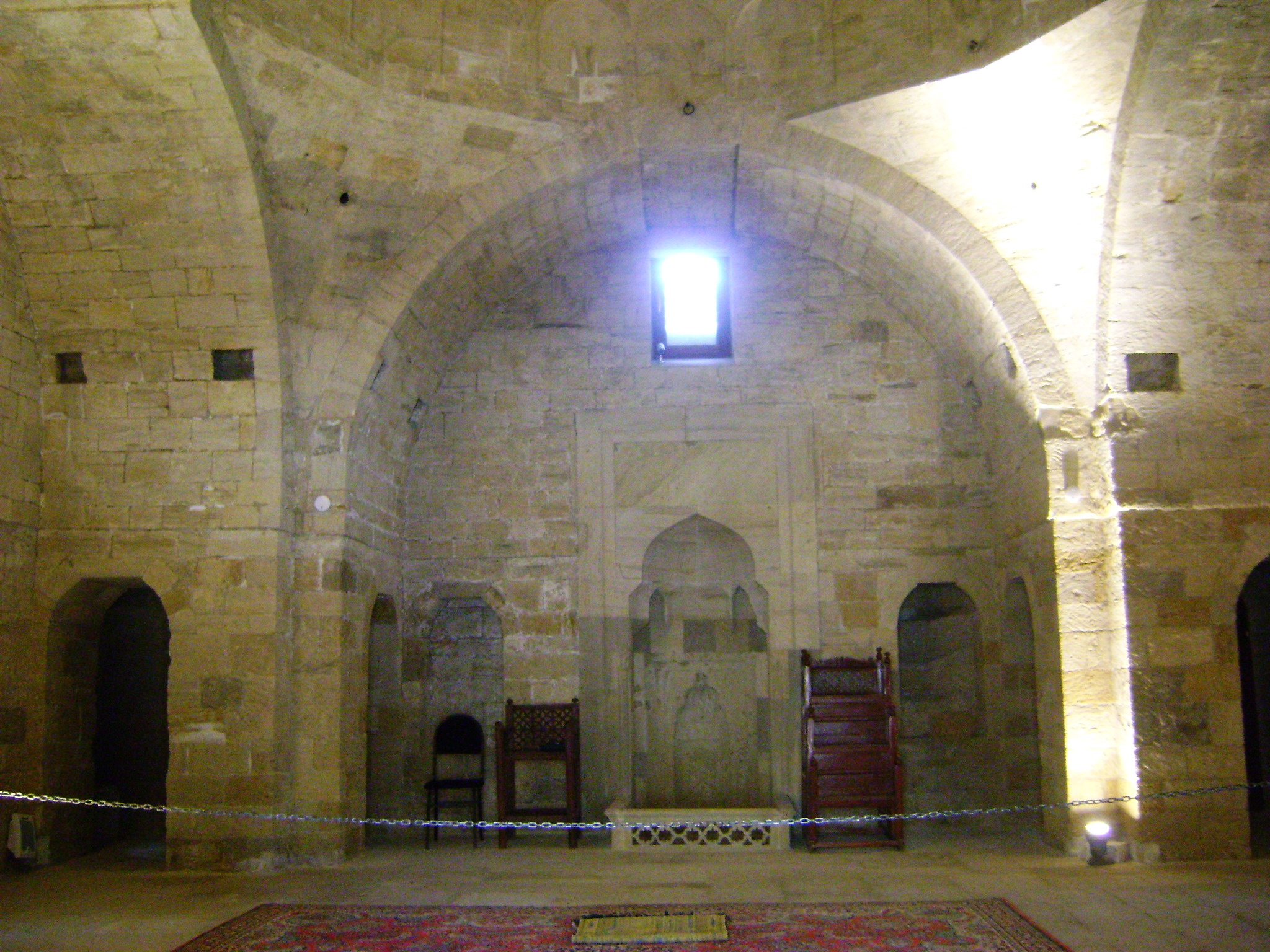
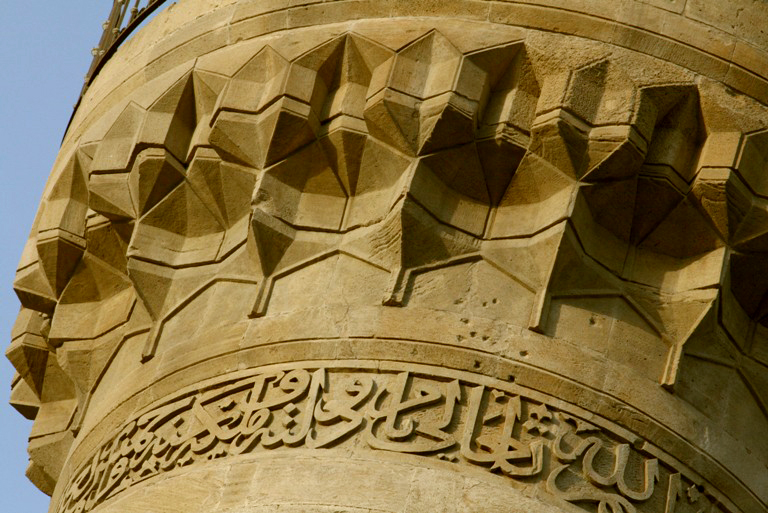